# Safety in Numbers
Safety in Numbers – amerykańska komedia z 1938 roku.

## Obsada
- Jed Prouty jako John Jones
- Shirley Deane jako Bonnie Thompson
- Spring Byington jako pani John Jones
- Russell Gleason  jako Herbert Thompson
- Kenneth Howell jako Jack Jones
- George Ernest jako Roger Jones
- June Carlson jako Lucy Jones
- Helen Freeman jako pani Stewart
- Carroll Nye as Larsen